# Deleció

Deleció d'un cromosoma.

Una deleció genètica és una alteració genètica en la que una part d'una seqüència d'àcids nucleics, ja sigui en un cromosoma, plasmidi o ARN missatger entre d'altres, s'ha perdut.
Aquesta alteració pot generar fallades genètiques amb qualsevol gen ja sigui per disfunció de la zona de regulació o d'alguna part indispensable de la proteïna com ara el seu centre catalític o per eliminació sencera del gen. Per això dona lloc a centeners de milers d'al·lels patològics per a milers de malalties. N'és un exemple la síndrome del miol de gat, causada per una deleció al braç curt del cromosoma 5.
La deleció d'una part d'un cromosoma, ja sigui material dels extrems o un fragment intersticial, donarà lloc a monosomies parcials. Els progenitors tenen, doncs, el 50% de probabilitat de transmetre el cromosoma afectat a la descendència.